# アディオス・アミーゴス (さらば友よ)
『アディオス・アミーゴス (さらば友よ)』（原題：¡Adios Amigos!）は、アメリカ合衆国のパンク・ロック・バンド、ラモーンズが1995年に発表した、14作目にして最後のスタジオ・アルバム。

## 背景
収録曲のうち6曲は、元メンバーのディー・ディー・ラモーンがソングライティングに貢献しており、そのうち「ザ・クラッシャー」は、「ディー・ディー・キング」名義で1988年に発表したアルバム『Standing in the Spotlight』収録曲のリメイクである。「大人になんかなるものか」は、トム・ウェイツがアルバム『ボーン・マシーン』（1992年）で発表した曲のカヴァーで、日本盤ボーナス・トラック「ラモーンズ」は、モーターヘッドがアルバム『1916』（1991年）で発表した曲のカヴァー。ジャケットの絵は、ロサンゼルス出身の画家マーク・コスタビが1984年に描いた作品『Enasaurs』が元になっており、原画で恐竜が被っていたパーティー・ハットは、デジタル処理によりカウボーイ・ハットに差し替えされた。
バンドは本作のリリース前に解散を公表し、1996年8月6日のハリウッド公演をもって活動を終了した。

## 反響・評価
母国アメリカでは2週にわたりBillboard 200入りし、最高148位を記録した。スウェーデンのアルバム・チャートでは16位に達し、バンドにとって通算13作目のトップ60アルバムとなった。
Stephen Thomas Erlewineはオールミュージックにおいて5点満点中2.5点を付け「彼らの作品の中で特に優れているわけではないが、最後の挨拶としては立派である」と評している。Ultimate Classic Rockの2017年の企画「Ramones Albums Ranked Worst to Best」では14作中13位となり「印象に残るのは、冒頭を飾る遊び心に満ちたトム・ウェイツのカヴァー"I Don't Want to Grow Up"だけ」と評されている。

## 収録曲
特記なき楽曲はディー・ディー・ラモーンとダニエル・レイの共作。
1. 大人になんかなるものか - "I Don't Want to Grow Up" (Tom Waits, Kathleen Brennan) - 2:46
2. メイキン・モンスターズ・フォー・マイ・フレンズ - "Makin Monsters for My Friends" - 2:35
3. 知りたかないぜ - "It's Not for Me to Know" - 2:51
4. ザ・クラッシャー - "The Crusher" - 2:27
5. ライフ・イズ・ア・ギャス - "Life's a Gas" (Joey Ramone) - 3:34
6. テイク・ザ・ペイン・アウェイ - "Take the Pain Away" - 2:42
7. アイ・ラヴ・ユー - "I Love You" (Johnny Thunders) - 2:21
8. クリテン・ファミリー - "Cretin Family" - 2:09
9. ハヴ・ア・ナイス・デイ - "Have a Nice Day" (Marky Ramone, Skinny Bones) - 1:39
10. スキャッターガン - "Scattergun" (C. J. Ramone) - 2:30
11. 御意見無用 - "Got a Lot to Say" (C. J. Ramone) - 1:41
12. シー・トーク・トゥ・レインボー - "She Talks to Rainbows" (Joey Ramone) - 3:14
13. ボーン・トゥ・ダイ・イン・ベルリン - "Born to Die in Berlin" (Dee Dee Ramone, John Carco) - 3:32

### アメリカ初回盤CD (RARD-11273)ボーナス・トラック
1. "Spider-Man" (Paul Francis Webster) - 2:03

### 日本盤ボーナス・トラック
1. ラモーンズ - "R.A.M.O.N.E.S." (Lemmy Kilmister, Phil Taylor, Phil Campbell, Michael Burston) - 1:23

## 参加ミュージシャン
- ジョーイ・ラモーン - ボーカル、バッキング・ボーカル(on #4)
- ジョニー・ラモーン - ギター
- C・J・ラモーン - ボーカル(on #2, #4, #8, #10)、ベース
- マーキー・ラモーン - ドラムス